# 装配式建筑

板房的装配过程

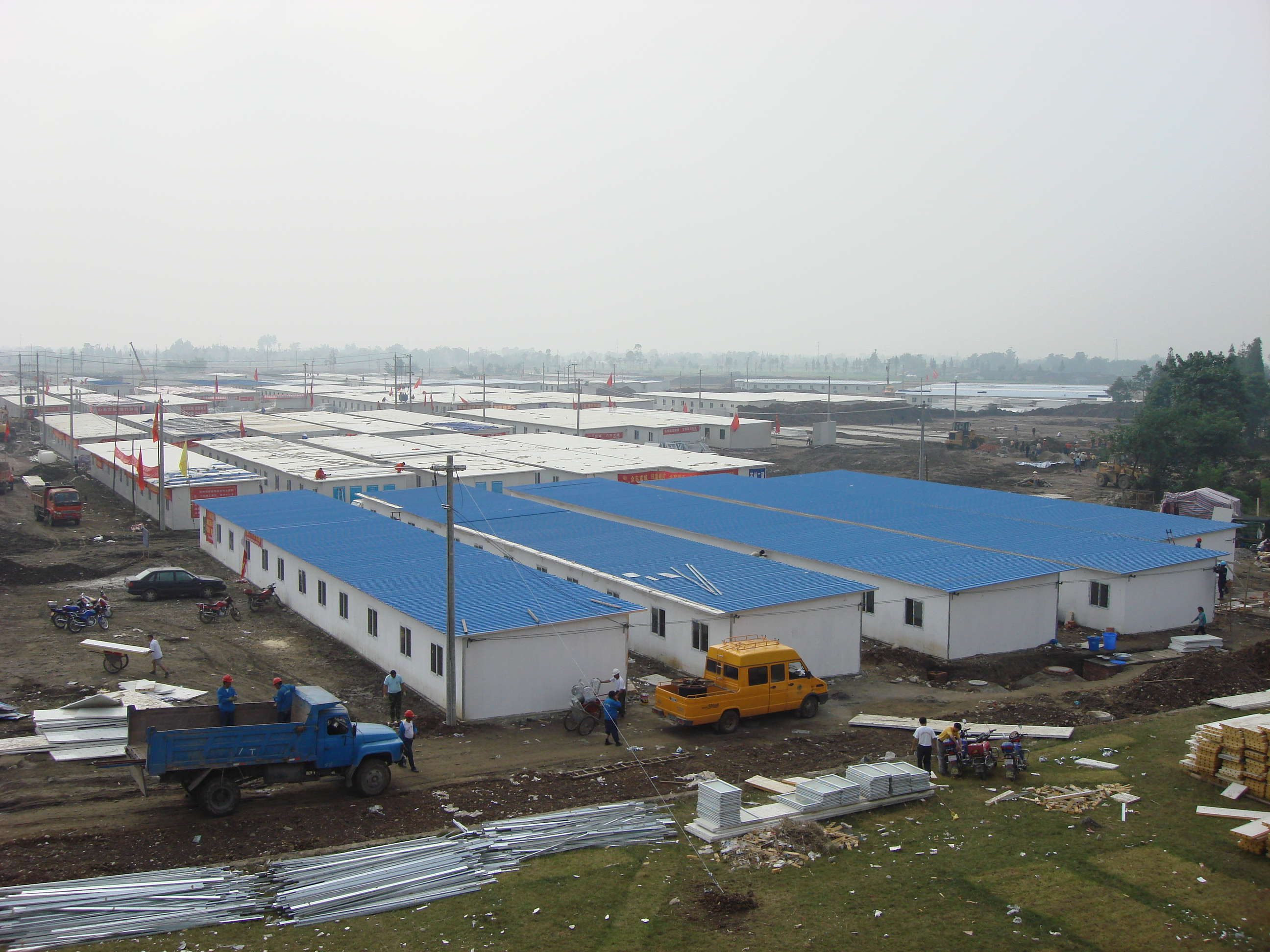
2008年6月，绵竹市的板房区

装配式建筑（英語：Prefabricated building，又非正式地簡稱作），主要指预制构件在工地上装配而成的建筑，也稱組立式建築。这种建筑建造快、受环境制约小、节约劳力、质量较高。預制構件包括預制柱、預制主梁、預制次梁、預制疊合板、預制樓梯、預制外維護牆、預制看台板等結構構件；它們皆在預制工廠或者工地附近臨時建造之臨時預制廠內先行鑄造完成，並經適當的養護措施下，達到設計要求之規定強度後，始可經由拖板車載運至施工現場，交由吊裝設備將預制構件按照正確的定位訊息安裝定位；當完成一個樓層之所有預制構件安裝作業後，再將必要之疊合層鋼筋與機電管路埋置妥當後，整體一次澆置疊合層之混凝土，將所有預制構件全部固結為一具整體性之結構樓層，此施工方法又可稱之為積層預鑄工法。另外在台灣所謂之「組合屋」，是指用簡單骨架、牆板直接組合而成的臨時房屋。多半被用在臨時性建築，例如大型施工場所的辦公室、礦區、偏遠地區的臨時房舍，重大天災時災民暫時棲身等用途。新型的装配式建筑采用冷压轻钢结构以及各类轻型材料组合房屋的各个部分，有很好的保温、隔音、防火、防虫、节能、抗震、防潮功能。共分为砌块建筑、板材建筑、盒式建筑、骨架板材建筑、升板和升层建筑五种。

## 類型

### 砌块建筑
砌块建筑是用预制的块状材料砌成墙体，建筑砌块有小型、中型、大型三种，有实心和空心之分。小型砌块适于人工搬运、砌筑，工业化程度低，使用较广；中型砌块可用小型机械吊装；大型砌块已较少使用。实心砌块较多采用轻质材料制成，而目前应用更广泛的是空心砌块，因为其本身有强度高、自重轻、造价低、砌筑速度快、劳动强度低的优点。

### 板材建筑
板材建筑除基础以外，地上的全部构件均为预制构件，通过装配整体式节点连接而成。它具有施工周期短、可进行工业化生产等优点，是工业化体系建筑中全装配式建筑的主要类型，但有时缺乏灵活性。主要构件为外墙板、内墙板、楼板、阳台板、楼梯段与休息平台、屋面板、挑檐板、烟风道。外墙板有单一料板和复合板等多种形式。单一材料板有陶粒混凝土板等，复合板一般分为承重层、保温层和装饰层三个部份，顶部设有吊环。楼板可以采用钢筋砼空心板或实心板。屋面板与楼板类似有空实心两种，采用预制砼整间大楼板。

### 盒式建筑
盒式建筑由板材建筑发展而来，工业化程度很高，分全盒式、板材盒式、核心体盒式、骨架盒式四种。全盒式建筑完全由承重盒子重叠组成；板材盒式即将小开间做成承重盒子，再与其他板材组成；核心体盒式则以承重盒子作核心体，四周加上其他板材；骨架盒式是用轻质材料制成多个住宅单元或单间式盒子，支撑在承重骨架上形成建筑。

### 骨架板材建筑
骨架板材建筑由骨架、板材组成。一种是由柱、梁组承重，复搁置楼板，墙板不承重；另一种是柱子和楼板组成承重的板柱结构，墙板不承重。只要构件连接得当，这种建筑是有足够的刚度和整体性。

### 升板和升层建筑
升板和升层建筑是由在底层混凝土地面上重复浇筑各层楼板和屋面板，竖立预制钢筋混凝土柱子，以柱为导杆，用放在柱子上的千斤顶把楼板和屋面板提升到设计高度，加以固定后建成的，与骨架板材建筑同属于板柱结构体系。其特点是柱距较大、楼板强度高，施工快，对空间要求低。